# Gare d'Oderen
La gare d'Oderen est une gare ferroviaire française de la ligne de Lutterbach à Kruth située sur le territoire de la commune de Oderen dans le département du Haut-Rhin, en région Grand Est.
C'est une halte voyageurs de la Société nationale des chemins de fer français (SNCF) desservie par des trains TER Grand Est.

## Situation ferroviaire

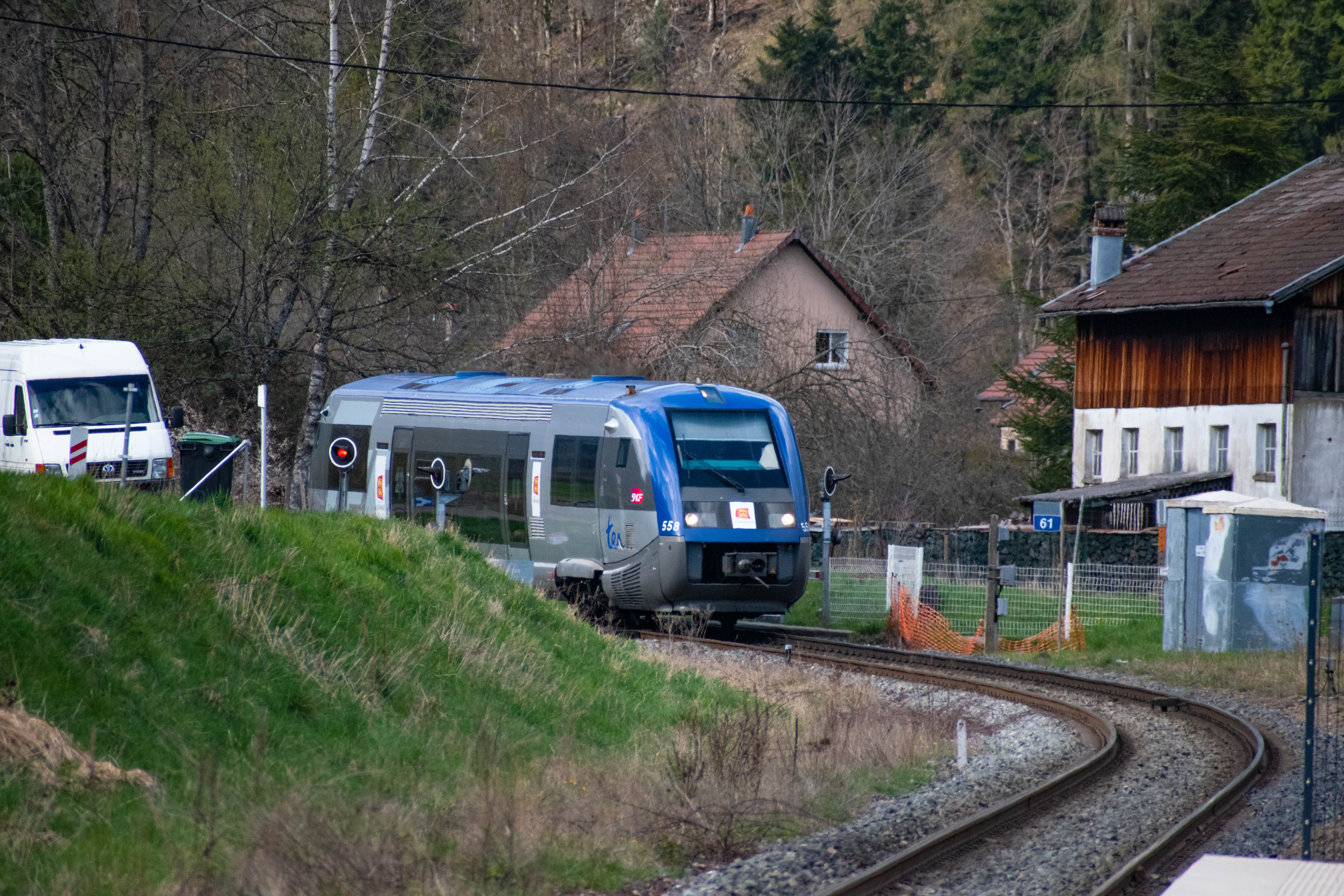
Arrivée d'un TER Grand Est en gare

Établie à 463 mètres d'altitude, la gare d'Oderen est située au point kilométrique (PK) 30,680 de la ligne de Lutterbach à Kruth, entre les gares de Fellering et de Kruth.

## Fréquentation
De 2015 à 2024, selon les estimations de la SNCF, la fréquentation annuelle de la gare s'élève aux nombres indiqués dans le tableau ci-dessous.
| Année     | 2015   | 2016   | 2017   | 2018   | 2019   | 2020   | 2021   | 2022   | 2023   | 2024   |
| --------- | ------ | ------ | ------ | ------ | ------ | ------ | ------ | ------ | ------ | ------ |
| Voyageurs | 26 341 | 26 481 | 26 678 | 20 875 | 20 299 | 16 780 | 18 495 | 23 064 | 29 665 | 31 108 |

## Service des voyageurs

### Accueil
Halte SNCF, c'est un point d'arrêt non géré (PANG) à entrée libre. Elle est équipée d'automates pour l'achat de titres de transport.

### Desserte
Oderen est desservie par des trains TER Grand Est qui effectuent des missions : entre les gares de Kruth et Thann ou Thann-Saint-Jacques ; et entre les gares de Kruth et Mulhouse-Ville.

### Intermodalité
Un parking pour les véhicules est aménagé.